# Joel Brooks
Joel Brooks est un acteur américain né le 17 décembre 1949 à New York City, New York, États-Unis.

## Filmographie sélective
- 2011 - 2013 : Shake It Up joue  dans la Saison 2 de Shake It Up : Mr. Polk
- 2010 - 2011 : Mentalist (série télévisée) x épisodes : Dimitri's Lawyer / Lawyer
- 2011 : Los Angeles, police judiciaire (série télévisée) - épisode « Reseda » : Manny
- 2010 : Des jours et des vies  (série télévisée) - Épisode #1.11405 et Épisode #1.11404 : Defense Attorney
- 2010 : Rizzoli et Isles (série télévisée) - épisode « She Works Hard for the Money » : Roger
- 2005 - 2005 : Phil du futur (Phil of the Future) (série télévisée) - 4 épisodes : M. Messerschmidt
- 2005 : Les Experts : Manhattan (série télévisée) - épisode :  Zoo York : Felix Parker
- 2005 : The Closer : L.A. enquêtes prioritaires (série télévisée) - (Saison 1 épisode 08)  : Législateur Bridges
- 2004 : FBI : Portés disparus (série télévisée) - épisode : Trials  : Fred Cohen
- 2003 : Preuve à l'appui (série télévisée) - épisode :  Pandora's Trunk: Part 1  : Bank Manager
- 2003 : Tout le monde aime Raymond (série télévisée) - épisode « The Shower » : Mr. Hodell
- 2002 : Une question de courage (Door to Door), téléfilm  de Steven Schachter : Alan
- 2001 - 2002 : Six pieds sous terre (série télévisée) - 7 épisodes : Robbie
- 1995 et 2001 : Diagnostic : Meurtre (série TV) - 2 épisodes
- 2001 : La Vie avant tout (série TV) - épisode « Child Care » :  Doctor Hogan
- 1999 : Beverly Hills (série TV) - épisode « I Wanna Reach Right Out and Grab Ya » : Dr. Van Fertle
- 1998 : Sabrina, l'apprentie sorcière (série TV)
- 1995 : Arabesque (série TV) - épisode « Unwilling Witness » : Ted Duffy
- 1995 : Loïs et Clark : Les Nouvelles Aventures de Superman (série TV) - épisode « Chip Off the Old Clark » : Donald Rafferty
- 1994 : Docteur Quinn, femme médecin  (série TV) - épisode « Money Trouble » : Judd McCoy
- 1993 : Proposition indécente (Indecent proposal), film de Adrian Lyne : Realtor
- 1993 : Star Trek : Deep Space Nine  (série TV) - épisode « Move Along Home » : Falow
- 1988 et 1992 :  La Loi de Los Angeles  (série TV) - 2  épisodes
- 1989 : Rick Hunter  (série TV) - épisode « Investment in Death » :  Chad Jorgenson
- 1989 : L'amour est une grande aventure (Skin Deep), film de Blake Edwards : Jake
- 1986 : La Cinquième Dimension (série télévisée)
- 1985 : Chasseurs d'ombres (série télévisée) - 1 épisode
- 1985 : Hail to the Chief : Randy
- 1984 : Shérif, fais-moi peur (série télévisée) - (Saison 7, épisode 6 "Du rififi à Hollywood") :  The Director
- 1983 et 1984 : Drôle de vie (série télévisée) - 2 épisodes : Raymond Garrett
- 1983 : Alice  (série télévisée) - 1 épisode : Vinnie Jr.
- 1983 : Arnold et Willy (série TV) - 1 épisode « Mr. T and mr. t » : Stanley Pearlburg
- 1981 : Huit, ça suffit ! (série TV) - épisode « Starting Over » : Bennett
- 1981 : Dallas (série TV) - épisode « The Mark of Cain  » : Larry
- 1980 : Faut s'faire la malle (Stir crazy) film de Sidney Poitier : Len Garber
- 1980 : M*A*S*H  (série TV) - épisode « Cementing Relationships » : Corpsman Ignazio De Simone